# Malý Pyšný štít
Malý Pyšný štít je první výrazný vrchol v členitém hřebeni od  Baraního sedla, v rozsoše Lomnického štítu. Spolu s Pyšným štítem tvoří pěknou a charakteristickou dvojici.

## Topografie
Na severozápadě ho od Strapaté veže dělí Malá Lastovičia štrbina, na JV od Pyšného štítu zase Lastovičia štrbina. Uprostřed Lastovičí štrbiny stojí 15metrová věžička jménem Loktibrada. JZ stěnou spadá do Mačacího kotle – části Kotliny Pěti Spišských ples, SV stěnou do Veľké Zmrzlé doliny.

## Několik výstupů
- 1901 První výstup přes Lastovičiu štrbinu Gy. Deri, na štrbinu II, z ní I. Vystoupil i na Loktibradu.
- 1952 Prvovýstup pravou částí SV stěny, M. Meres a A. Puškáš, VI.
- 2007 Prvovýstup SV stěnou "Bailando," P. Jackovič a M. Medvec, V + A3,

## Galerie

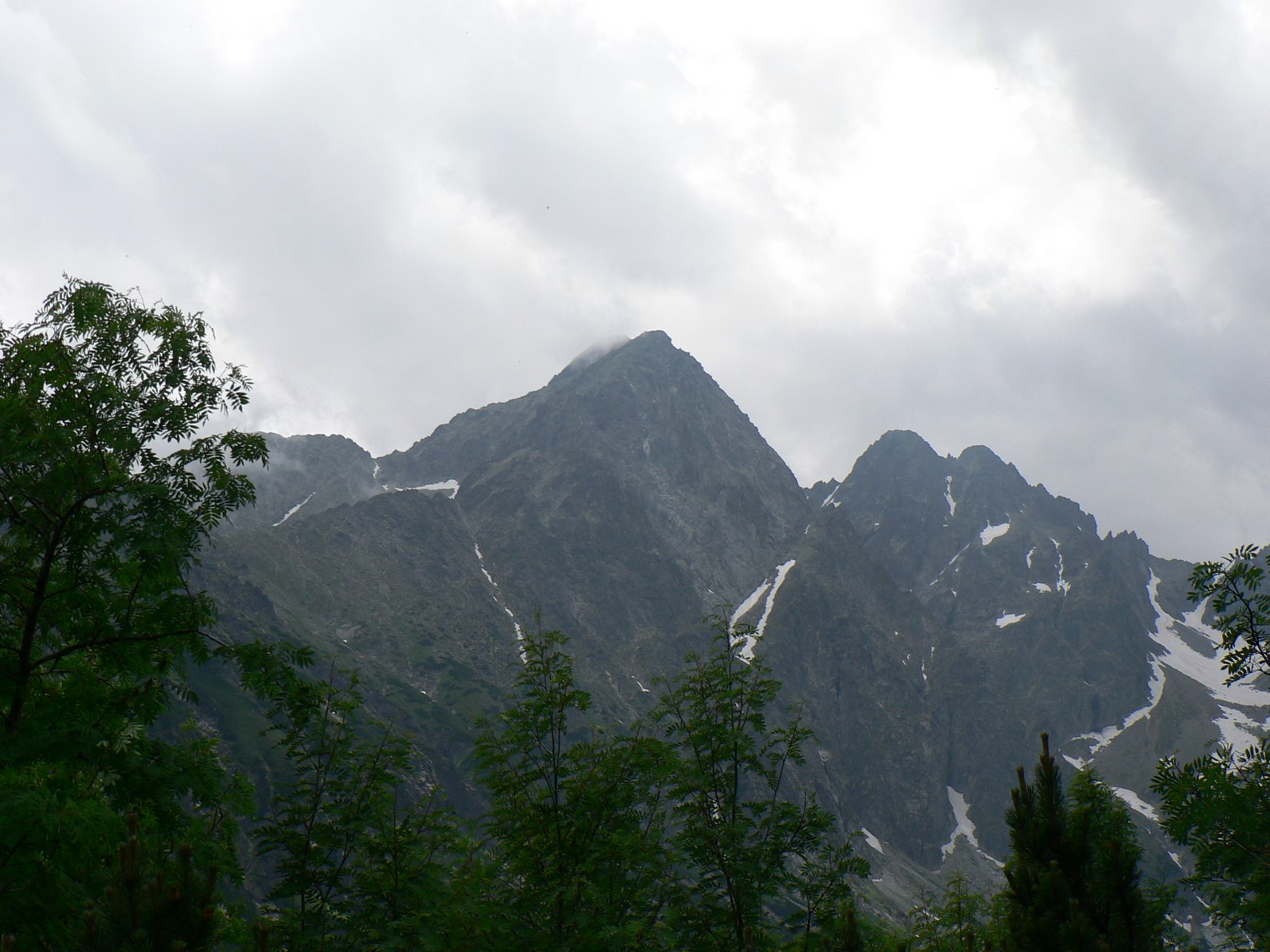
Zleva Malý Kežmarský, Pyšný a Malý Pyšný štít.
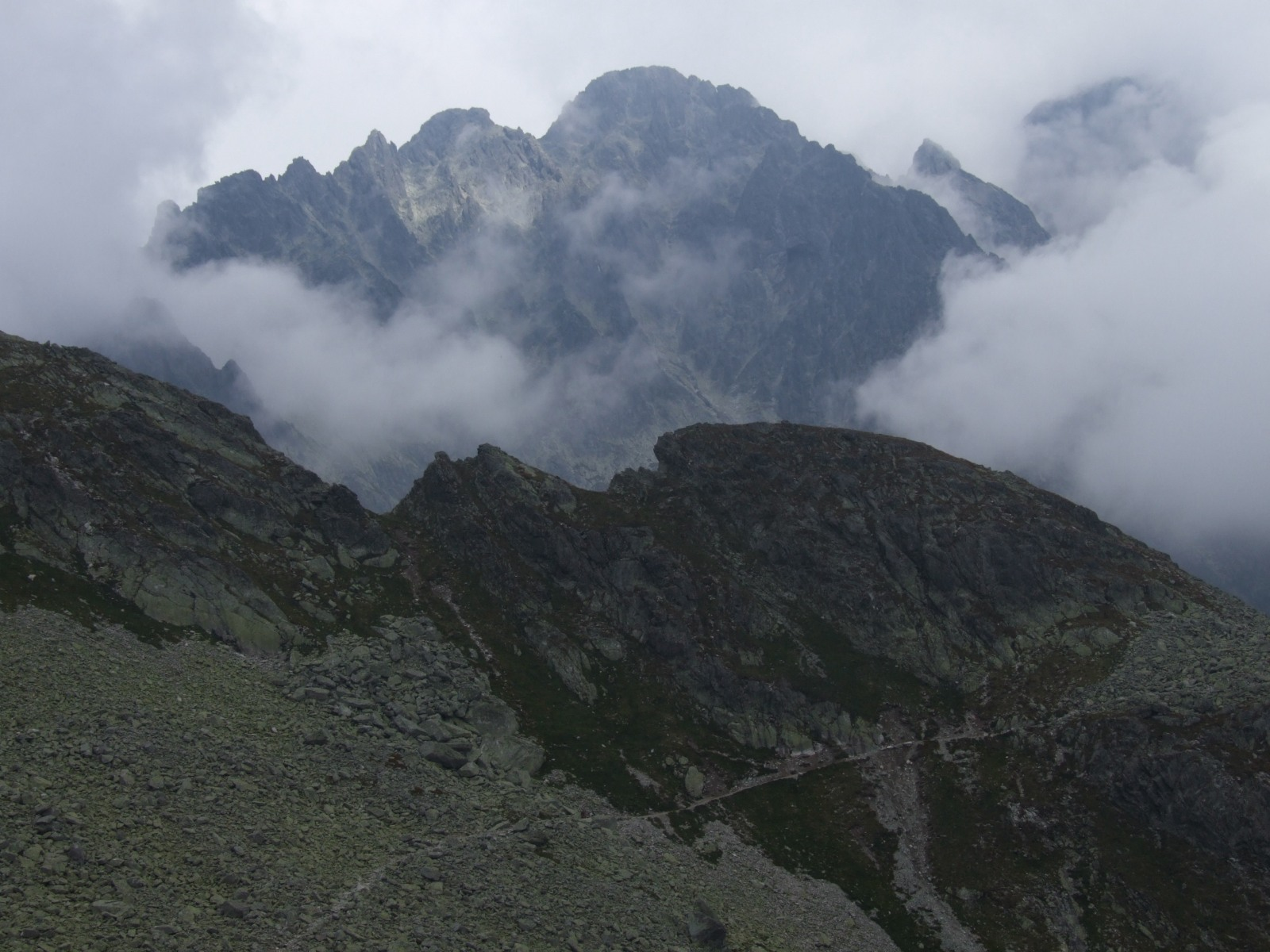
Zprava Posledná veža, dva Pyšné štíty, Strapatá a Supia veža, táhlý Veterný štít a Ovčiarska veža.